# 阿拉伯童軍區 (世界童軍運動組織)

阿拉伯區管轄範圍

阿拉伯童軍區（阿拉伯语：‎），又稱為阿拉伯童軍組織（阿拉伯语：‎），為世界童軍運動組織世界童軍局的分區辦事處，總部位於埃及開羅。1954年，有鑑於童軍活動開始在阿拉伯國家流行，世界童軍運動組織於大馬士革成立了阿拉伯區。
本區總共有18個童軍活動組織成員，地理分布區域為西亞與北非，包含了阿爾及利亞、巴林、埃及、約旦、科威特、黎巴嫩、利比亞、茅利塔尼亞、摩洛哥、阿曼、巴勒斯坦、卡達、沙烏地阿拉伯、敘利亞、蘇丹、突尼西亞、阿拉伯聯合大公國與葉門。
伊拉克雖然不是世界童軍運動組織的認可國家成員，但該國也有童軍活動，也是世界童軍運動組織阿拉伯區發起國之一。而西撒哈拉也在加那利群島童軍的協助下，發展童軍運動。
本區對應於世界女童軍總會的組織為阿拉伯區。

## 歷史
阿拉伯的童軍運動始於1912年的敘利亞與黎巴嫩。1938年，敘利亞童軍邀請阿拉伯童軍領袖們於布諾丹集會， 與會者有黎巴嫩、埃及、巴勒斯坦與伊拉克。
在第14屆世界童軍委員會於列支敦斯登召開時，敘利亞表達有意願主辦第8次世界大露營，但遭到以色列以該國童軍不能進入阿拉伯國家為由抗議，拒絕此項提案。阿拉伯代表們發覺他們無法舉辦類似的國際活動，因此決定在泛阿拉伯層級建立一個組織，於1954年3月準備草案，並於阿拉伯國家聯盟第21次會議中通過，成立阿拉伯童軍組織。第1屆阿拉伯童軍會議與大露營於1954年在敘利亞阿爾-扎巴達尼舉辦，阿拉伯童軍委員會也在此時成立。
1956年夏天，第2屆會議與大露營在埃及阿布基爾舉辦。阿里·達達奇在整個中東地區做了許多鼓勵童軍運動的行動，並在他擔任世界童軍委員會委員期間，造訪每一個阿拉伯區的國家。在隨後很短的時間內，阿拉伯童軍總部成立，埃及的穆罕默德·阿里·哈菲茲成為該總部的秘書長。其第1次會議（以及隨後於當年度不舉辦世界童軍會議時召開）於埃及亞歷山卓舉辦，由6個原始成員組成。